# Idy Hegnauer
Idy Hegnauer-Häberling (Obfelden, 12 september 1909 - Affoltern am Albis, 19 november 2006) was een Zwitserse verpleegster en vredesactiviste die werkte voor de Service Civil International.

## Levensloop
Idy Häberling was een dochter van Jakob Häberling, een timmerman, en van Marie Grimm. Ze bracht haar schooltijd door aan de socialistische vrouwenschool in Zürich en was lid van de socialistische jeugdbeweging.
In 1937, tijdens de Spaanse Burgeroorlog, schreef ze zich in bij Service Civil International (SCI) en werkte ze in Valencia voor de Ayuda Suiza. Ze werkte er als huishoudelijke hulp voor een project met vrijwilligers uit heel Europa die in vrachtauto's vluchtelingen van de oorlog de Frans-Spaanse grens overbrachten. In Spanje ontmoette ze haar latere echtgenoot Ralph Hegnauer (1910-1997), die ook lid was van SCI. Ze bleef ook daarna nog actief in de humanitaire hulpverlening in verschillende oorlogsgebieden.
Van 1948 tot 1950 bood Häberling medische hulp in een SCI-project in samenwerking met het Americal Friends Service Committee (AFSC) in Tur'an in Israel. Samen met haar man hielp ze met het uitdelen van hulpgoederen van de Verenigde Naties.
Eind jaren 1950, tijdens de Algerijnse Oorlog, hield ze een inzamelingsactie voor kinderen uit Algerije die vanwege de onafhankelijkheidsoorlog naar Marokko en Tunesië waren gevlucht. Ze haalde meer dan 90.000 CHF op voor SCI. Met die opbrengst werden meerdere kindertehuizen gesticht. In 1960 was ze in Nederland en hield lezingen over de situatie van de kinderen in Algerije.
Namens SCI was zij tot 1961 afgevaardigde voor Noord-Afrika. Toen ze terugtrad was er een ontwikkelingsproject ontstaan dat door SCI werd voortgezet tot het einde van de Algerijnse Oorlog in 1968. Als SCI-vrijwilliger was ze ook actief in Griekenland (1954-1955), India (1950-1951), Oostenrijk en Joegoslavië. Van 1980 tot 1984 werkte ze in het Zwitserse Affoltern am Albis in een kinderziekenhuis.
In de laatste jaren van haar leven trok ze zich terug in haar woning in Affoltern am Albis en schreef ze haar biografie. Haar nalatenschap liet ze na aan de SCI. Ze wenste dat het geld besteed zou worden aan innovatieve projecten van SCI. Het fonds wordt beheerd door SCI-Zwitserland.

## Publicaties
- Das Leben schreibt Geschichten. Service Civil International, 2001.
- Laura: Jugenderinnerungen, 1914-1927. B. Furrer, 2006.

- Gemeinsame Normdatei: 1056052864
- Historisch woordenboek van Zwitserland: 032116
- Virtual International Authority File: 309727049
- WorldCat: E39PBJrwTWqbbchHqGRbdBHXBP